# Ion Iovcev
Ion Iovcev este un profesor moldovean, director al Liceului "Lucian Blaga" din Tiraspol (1992-2022). A fost decorat prin decret prezidențial cu "Ordinul Republicii". A demonstrat repetat că e patriot român înverșunat.